# Archidiecezja Chicago

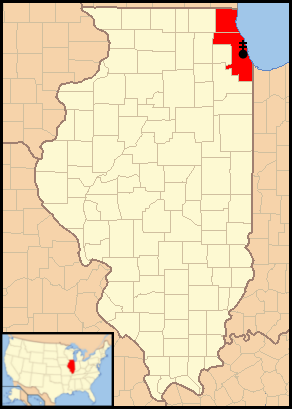
Archidiecezja Chicago na mapie stanu Illinois

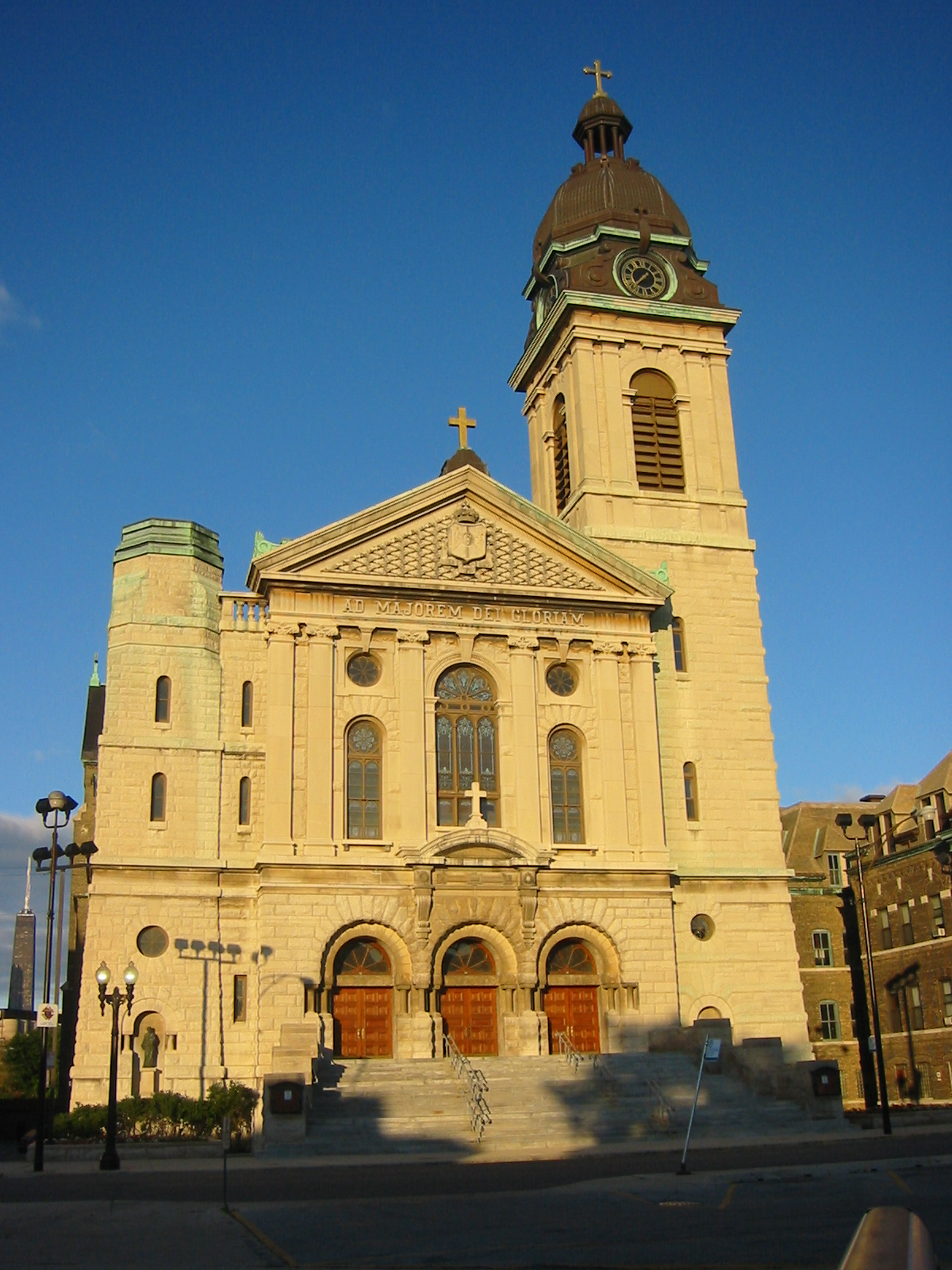
Polski kościół św. Jana Kantego w Chicago

Archidiecezja Chicago (łac. Archidioecesis Chicagiensis, ang. Archdiocese of Chicago) – rzymskokatolicka archidiecezja ze stolicą w Chicago, w stanie Illinois, w Stanach Zjednoczonych.
Archidiecezja obejmuje hrabstwa Cook oraz Lake.
Na terenie archidiecezji żyje 768 zakonników i 992 siostry zakonne. Ponadto w archidiecezji służy 639 diakonów stałych.

## Metropolia
Arcybiskup Chicago jest również metropolitą Chicago. Sufraganiami metropolii są diecezje:
- Belleville
- Joliet w stanie Illinois
- Peoria
- Rockford
- Springfield w stanie Illinois

Metropolia obejmuje w całości stan Illinois.

## Historia
Na pierwszej sesji Rady Baltimore (Plenary Councils of Baltimore, XIX-wieczne spotkania amerykańskich biskupów rzymskokatolickich) uznano, że rosnąca liczba katolików w Chicago wymaga powstania biskupstwa ze stolicą w tym mieście. Za zgodą papieża Grzegorza XVI 28 listopada 1843 została erygowana diecezja Chicago. Wcześniej terytoria nowej diecezji (stan Illinois) wchodziły w skład diecezji Saint Louis (obecnie archidiecezja) i Vincennes (obecnie archidiecezja Indianapolis).
29 lipca 1853 powstała druga diecezja w stanie Illinois – Quincy (obecnie diecezja Springfield w Illinois), a 12 lutego 1875 kolejna – Peoria.
10 września 1880 diecezja Chicago została podniesiona do godności archidiecezji.
W XX wieku powstały dwie kolejne diecezje, w skład których weszły parafie podlegające dotychczas arcybiskupom Chicago. 27 września 1908 – diecezja Rockford, a 11 grudnia 1948 diecezja Joliet w Illinois.

## Główne świątynie
- Archikatedra: Archikatedra Najświętszego Imienia Jezus w Chicago
- Bazyliki mniejsze:
  - Bazylika Królowej Wszystkich Świętych w Chicago
  - Bazylika św. Jacka w Chicago
  - Bazylika Matki Bożej Bolesnej w Chicago

## Biskupi Chicago
Archidiecezja Chicago jest tzw. posto cardinalizio (z łac. miejsce kardynalskie), czyli diecezją, której ordynariusze zwyczajowo zostają mianowani kardynałami. Od abp. George'a Mundeleina (1915–1939), który 24 marca 1924 został podniesiony do godności kardynalskiej, każdy kolejny arcybiskup Chicago był mianowany kardynałem.
Obecni biskupi Chicago:
- Arcybiskup Chicago
  - kard. Blase Cupich (od 20 września 2014)
- Biskupi pomocniczy
  - Mark Bartosic (od 3 lipca 2018)
  - Robert Lombardo (od 11 września 2020)
  - Timothy O’Malley (od 26 lutego 2025)
  - Lawrence Sullivan (od 26 lutego 2025)
  - José Maria Garcia Maldonado (od 26 lutego 2025)
  - Robert Fedek (od 26 lutego 2025)
  - John Siemianowski (od 26 lutego 2025)

- Emerytowani biskupi pomocniczy
  - Francis Kane (24 stycznia 2003 – 3 lipca 2018)
  - George Rassas (1 grudnia 2005 – 3 lipca 2018)
  - Joseph Perry (5 maja 1998 – 19 września 2023)
  - Andrzej Wypych (13 czerwca 2011 – 19 września 2023)

## Polonia
Na terenie archidiecezji jest wiele polonijnych parafii. W każdą niedzielę w Chicago, odprawianych jest łącznie 87 mszy świętych w języku polskim.
Wydawany jest miesięcznik katolicki w języku polskim Katolik.
Członek Polonii chicagowskiej Thomas Paprocki był biskupem pomocniczym archidiecezji Chicago. Zajął on miejsce innego Polaka Tadeusza Jakubowskiego, który przeszedł na emeryturę.
13 czerwca 2011 papież mianował Andrzeja Wypycha biskupem pomocniczym Chicago, a 20 grudnia 2024 Roberta Fedka.

## Parafie
Parafie archidiecezji opisane na Wikipedii:
| Parish                                         | Parafia                                 | Miejscowość     |
| ---------------------------------------------- | --------------------------------------- | --------------- |
| St. Fabian’s Parish                            | św. Fabiana                             | Bridgeview      |
| St. Albert The Great Parish                    | św. Alberta Wielkiego                   | Burbank         |
| Jesus, Shepherd of Souls Parish                | Jezusa, Pasterza Dusz                   | Calumet City    |
| Sacred Heart Mission                           | Misja Najświętszego Serca Pana Jezusa   | Chicago         |
| St. Ann’s Parish                               | św. Anny                                | Chicago         |
| St. Barbara’s Parish                           | św. Barbary                             | Chicago         |
| St. Bruno’s Parish                             | św. Brunona                             | Chicago         |
| St. Daniel the Prophet Parish                  | św. Daniela Proroka                     | Chicago         |
| St. Faustina Kowalska Parish                   | św. Faustyny Kowalskiej                 | Chicago         |
| St. Ferdinand’s Parish                         | św. Ferdynanda                          | Chicago         |
| St. Florian’s Parish                           | św. Floriana                            | Chicago         |
| St. Helen’s Parish                             | św. Heleny                              | Chicago         |
| St. Hyacinth’s Parish                          | św. Jacka                               | Chicago         |
| St. James Apostle Parish                       | św. Jakuba Apostoła                     | Chicago         |
| St. Joseph’s Parish                            | św. Józefa                              | Chicago         |
| St. Camillus’s Parish                          | św. Kamila                              | Chicago         |
| St. Mary, Undoer of Knots                      | Matki Bożej Rozwiązującej Węzły         | Chicago         |
| St. Mary of the Angels Parish                  | Matki Bożej Anielskiej                  | Chicago         |
| St. Monica and St. Rosalie Parish              | św. Moniki i św. Rozalii                | Chicago         |
| Holy Innocents Parish                          | Świętych Młodzianków                    | Chicago         |
| Our Lady of Fatima and St. Pancratius’s Parish | Matki Bożej Fatimskiej i św. Pankracego | Chicago         |
| Five Holy Martyrs Parish                       | Pięciu Braci Męczenników                | Chicago         |
| St. Priscilla’s Parish                         | św. Pryscylli                           | Chicago         |
| St. Roman’s Parish                             | św. Romana                              | Chicago         |
| St. Richard’s Parish                           | św. Ryszarda                            | Chicago         |
| St. Thecla’s Parish                            | św. Tekli                               | Chicago         |
| Holy Trinity Polish Mission                    | Misja Duszpasterska Trójcy Świętej      | Chicago         |
| St. Turibius’s Parish                          | św. Turybiusza                          | Chicago         |
| St. Adalbert’s Parish                          | św. Wojciecha                           | Chicago         |
| St. Ladislaus’s Parish                         | św. Władysława                          | Chicago         |
| St. Stanislaus Bishop and Martyr Parish        | św. Stanisława Biskupa i Męczennika     | Chicago         |
| St. Stanislaus Kostka Parish                   | św. Stanisława Kostki                   | Chicago         |
| St. Wenceslaus’s Parish                        | św. Wacława                             | Chicago         |
| St. Mary of Czestochowa Parish                 | Matki Boskiej Częstochowskiej           | Cicero          |
| St. Zachary’s Parish                           | św. Zachariasza                         | Des Plaines     |
| St. Gertrude’s Parish                          | św. Gertrudy                            | Franklin Park   |
| St. John Baptist Parish                        | św. Jana Chrzciciela                    | Harvey          |
| St. Rosalie’s Parish                           | św. Rozalii                             | Harwood Heights |
| SS. Cyril and Methodius Parish                 | Świętych Cyryla i Metodego              | Lemont          |
| St. Thomas Becket’s Parish                     | św. Tomasza Becketa                     | Mount Prospect  |
| St. John Brébeuf’s Parish                      | św. Jana Brebeuf                        | Niles           |
| St. John Baptist Parish                        | św. Jana Ewangelisty                    | Streamwood      |
| St. Blasé’s Parish                             | św. Błażeja                             | Summit Argo     |
| Transfiguration Parish                         | Przemienienia Pańskiego                 | Wauconda        |
| St. Joseph the Worker Parish                   | św. Józefa Robotnika                    | Wheeling        |